# Golamo Drjanowo
Golamo Drjanowo (bułg. Голямо Дряново) – wieś w południowo-środkowej Bułgarii, w obwodzie Stara Zagora, w gminie Kazanłyk. Według danych Narodowego Instytutu Statystycznego, 31 grudnia 2011 roku wieś liczyła 253 mieszkańców. W pobliżu rzeki Lesznica.

## Zabytki
W rejestrze zabytków znajdują się domy-muzea w stylu treweńskim:
- Maleszkowata
- Dom Kosjo Iwanowa
- Łankowata
- Totju Bumbałowata
- Dom Genju i Guna Bumbałowa

## Infrastruktura społeczna
We wsi znajduje się szkoła podstawowa powstała w 1886 roku, dom kultury z 1902 roku.